# 救世軍卜維廉中學
救世軍卜維廉中學（英語：The Salvation Army William Booth Secondary School），簡稱卜記，是黃大仙區一所基督教的中學，亦都是香港救世軍轄下唯一一間中學，於1973年創立。學校的四社為救恩、世光、維新以及廉潔，又名紅社、黃社、紫社、藍社。

## 學校行政
歷任校監
- 戴維信 先生（J. C. Davidson）[2]
- 桑達士 先生（少校）[3]
- 黃建業 先生[4]
- 曹錦成 先生[5][6]
- 鄭啟員 先生[7]
- ？至2023年：何世孝 先生
- 2023年至今：葉簡明真 女士[8]

歷任校長
- 1973年至1974年：Kenneth Bonnar 先生[9]
- 1974年至1982年：郭乃誠 先生（O. F. Clark）[10][11]
- 1982年至1983年：張國枝 先生（署理）[2]
- 1983年至1987年：許樂倫 先生（Lawrence Hay）[12]
- 1987年至1994年：翁浩岸 先生[13]
- 1994年至1995年：許樂倫 先生[12]
- 1995年至2009年：伍雄強 先生[13][14]
- 2009年至今：洪楚英 先生[15]

歷任副校長
- 黃光權 先生[16]
- 洪少棠 先生[16]
- 張國枝 先生[17]
- 楊榮添 先生[18]
- 楊劍虹 女士[19]
- 藍文漢 先生[20]

## 辦學宗旨
救世軍卜維廉中學為基督教信仰的價值觀樹立榜樣，幫助學生建立品格及作出有意義的人生抉擇。另外，亦提供全人教育以協助所有學生發掘潛能，除學術知識外，亦包括情緒、社交、靈命及體能上的發展。又會提供正面及協作的環境，以培養學生的自律精神、學習熱誠及獨立能力。此外，學校培育學生學習基督的樣式，發揮誠信愛勤的精神。

## 學校資料

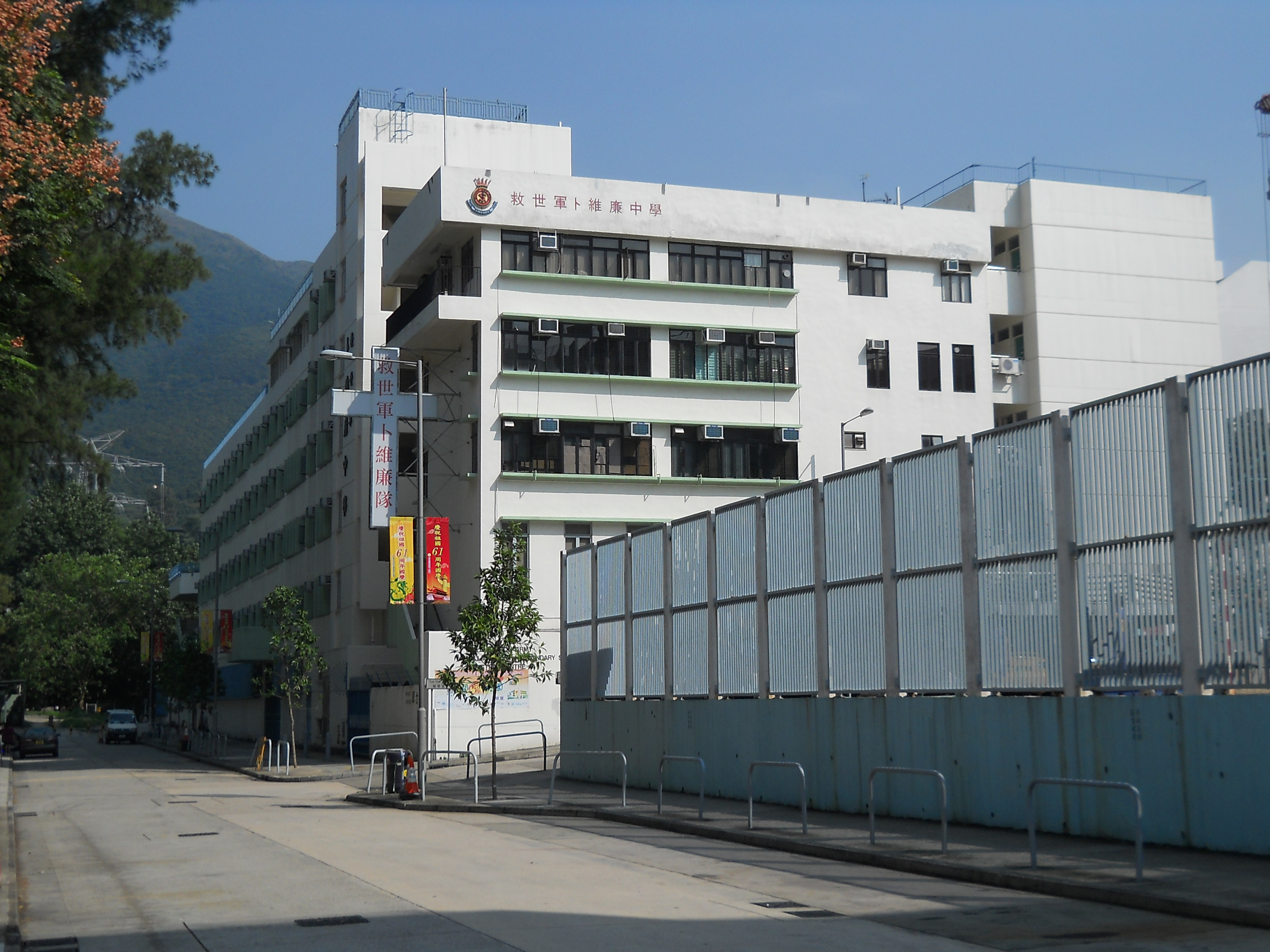
救世軍卜維廉中學校舍外觀

救世軍卜維廉中學於1973年創辦。其校舍由巴馬丹拿的建築師 Malcolm Purvis 所設計，於1973年落成啓用。當年於1974年2月9日，校方邀請輔政司羅拔時爵士主持校舍開幕禮。而校舍外牆採用了當年流行的清水石矢（Fair face concrete）作外立面終飾設計；學校的總體規劃是南北朝向，以減少東西向過熱的陽光影響，課室外牆設有石矢擋陽板以阻隔東西向陽光射進室內，以減低眩光，保持學習環境舒適，而禮堂更採用大跨度的井式樓板（waffle slab）設計，使柱位減至最少，增加可用空間及增強空間感。救世軍卜維廉中學於1983年及2001年加建了兩個新翼（1997年動工），提供了新課室、新電梯、小禮堂、活動室、教會辦公室、電腦室、停車場及救世軍軍官宿舍等設施。
該校受政府津貼，由救世軍辦學。該校佔地4700平方米。位於附近的學校包括保良局第一張永慶中學、中華基督教會協和書院以及德愛中學。救世軍卜維廉中學分別於1974年及1975年開始舉行陸運會與水運會，1996年成立家長教師會。面對新學制的需要，救世軍卜維廉中學特別組成委員會研究學生的學習概覽及學習經驗，並開設的科目生物、化學、 物理、綜合科學、中國歷史、經濟、地理、歷史、企業會計與財務、資訊科技及視覺藝術。而老師近2、3年更積極參與教育局多項課程，特別集中通識教育的培訓。
2012年2月13日，該校足球隊首次晉身全港學界足球精英賽。同年2月27日，標準流浪足球會與英國 Brooke House College（布魯克足球學院）和救世軍卜維廉中學合作推行「學校發展計劃2012」共同推廣足球文化。

## 校園設施
該校設有安裝了冷氣設備的禮堂、健身室、電腦室、實驗室、美術室、家政室、音樂室、圖書館、會議室、小食部、籃球場、活動室、有蓋操場、攀石牆、LED大螢幕、社工辦工室及救世軍卜維廉隊教堂等。

## 學校組織
救世軍卜維廉中學設有多個學生組織如下
：
| 學術組（1）                                                                  | 學術組（2）                                                 | 服務組 | 體育校隊                                                                                |
| ---------------------------------------------------------------------------- | ----------------------------------------------------------- | --- | --------------------------------------------------------------------------------------- |
| - 英文學會 - 美術學會 - 音樂學會 - 科學學會 - 電腦學會 - 集郵學會 - 數學學會 | - 經濟學會 - 體育學會 - 歷史學會 - 舞蹈學會 - 劇社 - 園丁組 | - 公益少年團 - 少年警訊會 - 童軍（東九龍第66旅） - 入境事務處青少年領袖團 - 青少年軍 - 資訊科技服務生 - 輔導領袖生 - 學生團契 | - 羽毛球隊 - 排球隊 - 普及體操隊 - 女子籃球隊 - 乒乓球隊 - 越野長跑隊 - 手球隊 - 足球隊 |

## 著名／傑出校友
- 狄志遠，SBS，JP（1977年中五）：香港立法會議員、香港立法局前任議員[26][註 1][註 2]
- 邱淑貞：香港女演員
- Ray Sze（施唯）：香港音樂人、 香港著名樂隊 The Hertz 成員
- 黃守東（2002年中五）：前亞洲電視公關及宣傳科高級經理[27]
- 邵志堯（1984年中五）：資深測量師、港悅餐飲集團董事、江西財經大學客座教授[28]
- 謝天良：資深律師[註 3]
- 秦正賢：馬爾他國家體育學校體操隊總教練、馬爾他華人華僑聯合會副主席
- 林璨：前醫院管理局新界東醫院聯網家庭醫學部顧問醫生、香港中文大學公共衛生及基層醫療學院家庭醫學及基層醫療學部名譽副教授[29]

## 外部連結
- 救世軍卜維廉中學 （页面存档备份，存于）
- 救世軍卜維廉中學 中學概覽[]
- 愛心魔法關愛計劃（CMS） （页面存档备份，存于）
- 中學生廈門行化身領隊導遊 （页面存档备份，存于）
- 「學校發展計劃2012」 （页面存档备份，存于）
- 卜維廉中學博客
- 卜維廉中學官方Instagram